# PP-90
PP-90 (viết tắt của Pistolet-Pulemet model 1990, tiếng Nga:ПП-90 – Пистолет-пулемет) là súng tiểu liên sử dụng loại đạn 9 mm được phát triển bởi Konstruktorskoe Buro Priborostroeniya (Конструкторское бюро приборостроения) tại Tula, nó được sử dụng bởi các lực lượng đặc nhiệm trong Bộ nội vụ Nga. PP-90 được thiết kế để tác chiến trong những khu vực chật hẹp đòi hỏi vũ khí phải có tính cơ động cao để có thể phản ứng nhanh đối với những tình huống bất ngờ.

## Thiết kế
PP-90 là loại súng hoàn toàn tự động sử dụng phương thức hoạt động nạp đạn blowback và khoang chứa đạn sử dụng loại đạn 9x18mm Makarov. Nó có cách thức hoạt động khá giống với khẩu súng tiểu liên ARES FMG sử dụng loại đạn 9 mm được sản xuất bởi công ty Ares Incorporated của Hoa Kỳ.
PP-90 được chia thành các bộ phận chính: Nòng súng, hệ thống kích hoạt (khóa nòng và hệ thống phản lực), khóa an toàn, nút chọn chế độ bắn, cò súng, hộp chứa đạn và bộ phận tì vào vai. Khi được bỏ vào hành lý bolt sẽ được khóa, phần tay cầm sau cò súng có thể bẻ ra đằng trước gắn vào phần tay cầm đằng trước bên dưới nòng súng và sẽ được che lại khi báng súng được gấp lên trên khi đó súng sẽ ở trạng thái đóng. Khẩu súng khi đó sẽ giống như một hộp thép có kích thước 270x90x32 mm không có bất kỳ chỗ nào nhô ra giúp dễ dàng che giấu. Khi cần sử dụng chỉ việc kéo báng súng xoay ra phía sau tay cầm sau cò súng sẽ kéo ra theo sau đó mở khóa bolt là có thể tác chiến.
Trong giai đoạn thiết kế vị trí của trọng tâm được xem là an toàn đã được chỉ định. Vì thế khẩu súng này không thể bắn khi đang ở trạng thái đóng hay mở ra chưa hết để vào trạng thái chiến đấu. PP-90 cũng có nút khóa an toàn và chọn chế độ bắn. Nút chọn chế độ nằm phía bên trái, có hai chế độ: "P" là chế độ khóa an toàn còn "O" là bắn tự động. Chế độ khóa sẽ giữ không cho bolt có thể chuyển động và vô hiệu hóa hệ thống bắn. Hệ thống khóa an toàn này cũng sẽ tự hoạt động khi súng bị rớt.
PP-90 sử dụng hộp đạn chứa khoảng 30 viên đạn được gắn phía trong phần tay cầm rỗng phía sau cò súng.
Hệ thống ngắm của PP-90 là điểm ruồi và thước ngắm có thể bật lên và gấp sát vào thân súng. Nó cũng cho phép gắn ống hãm thanh vào đầu nòng súng.
PP-90 có một biến thể sử dụng loại đạn 9x19mm Parabellum được biết với cái tên PP-92. Và một biến thể cho phép chọn các chế độ bắn khác nhau tên PP-90M.